# Urtekram
Urtekram – duńska firma kosmetyczna założona w 1973 roku z siedzibą w Mariager.
Urtekram jest firmą ekologiczną, nie używającą substancji testowanych na zwierzętach i korzystającą głównie ze składników pochodzenia naturalnego. Posiada certyfikat BDIH i certyfikat ochrony środowiska ISO 14001.